# Didier Rous

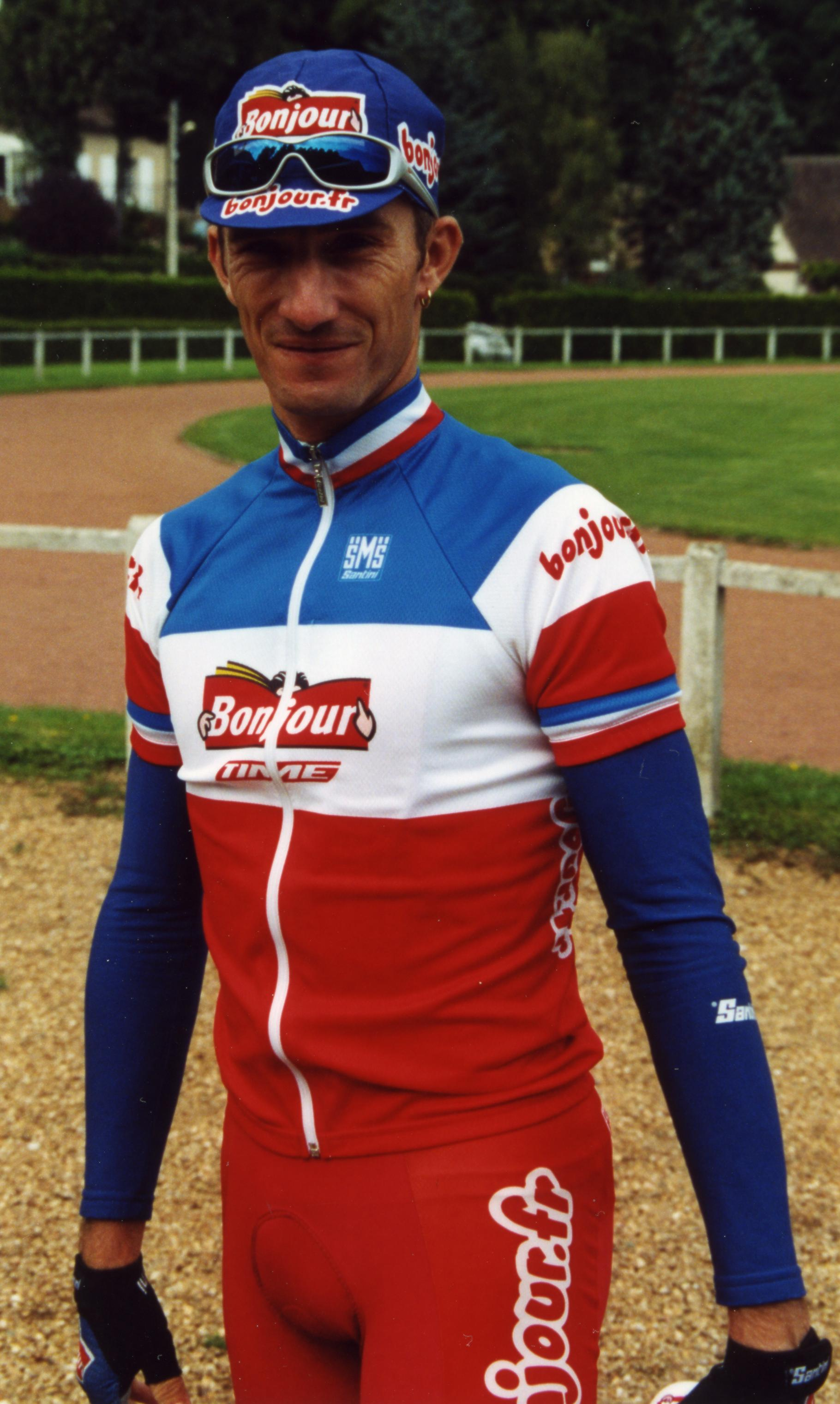
Didier Rous al Critèrium de Leves 2001

Didier Rous (Montalban, 18 de setembre de 1970) va ser un ciclista francès, que fou professional entre 1993 i 2007.
Durant la seva carrera professional aconseguí més de 30 victòries, destacant per damunt de totes una victòria d'etapa al Tour de França de 1997 i dos campionats nacionals. El 1998 es va veure implicat en l'afer Festina i va admetre haver-se dopat. L'11 de juny de 2007 posava punt final a la seva carrera esportiva per problemes de salut, tot i que es mantingué lligat a l'equip Bouygues Telecom, en el qual militava en aquells moments.

## Palmarès
- 1993
  - 1r al Gran Premi La Marseillaise
- 1994
  - Vencedor d'una etapa del Tour de l'Avenir
- 1996
  - Vencedor d'una etapa de la Volta a la Comunitat Valenciana
  - Vencedor d'una etapa del Critèrium Internacional
- 1997
  - Vencedor d'una etapa del Tour de França
- 2000
  - 1r a la París-Camembert
  - 1r al Gran Premi del Midi Libre
- 2001
  -  Campionat de França de ciclisme en ruta
  - 1r al Tour de Vendée
  - 1r als Quatre dies de Dunkerque i vencedor de 2 etapes
  - 1r al Trophée des Grimpeurs-Polymultipliée
  - Vencedor d'una etapa del Dauphiné Libéré
- 2002
  - 1r al Circuit de La Sarthe
- 2003
  -  Campionat de França de ciclisme en ruta
  - 1r al Trophée des Grimpeurs-Polymultipliée
  - Vencedor d'una etapa del Tour del Llemosí
- 2004
  - 1r al Gran Premi de Plouay
  - Vencedor d'una etapa dels Quatre dies de Dunkerque
  - Vencedor d'una etapa del Tour del Llemosí
- 2005
  - Vencedor d'una etapa de la Ruta del Sud
- 2006
  - 1r a la París-Corrèze i vencedor d'una etapa
  - 1r al Trophée des Grimpeurs-Polymultipliée

### Resultats al Tour de França
- 1995. 55è de la classificació general
- 1997. 45è de la classificació general. Vencedor d'una etapa
- 1998. Expulsat, junt amb tot l'equip Festina (7a etapa)
- 1999. Abandona (15a etapa)
- 2000. 45è de la classificació general
- 2001. 11è de la classificació general
- 2002. Abandona (7a etapa)
- 2003. 20è de la classificació general
- 2004. Abandona (17a etapa)
- 2005. 82è de la classificació general
- 2006. 73è de la classificació general

### Resultats al Giro d'Itàlia
- 2005. Abandona (1a etapa)